# Hilde Jennings
Hilde Jennings (née le 21 décembre 1906 à Bad Freienwalde, disparue à la fin des années 1970) est une actrice allemande.

## Biographie
Hilde Jennings suit des cours de danse enfant et est embauchée comme danseuse dans une compagnie de ballet russe avec laquelle elle fait des tournées en Italie, en Espagne et au Maroc. Après deux ans à l'étranger, Jennings a un engagement au Staatsoper Unter den Linden.
À peine âgée de 18 ans, elle fait ses débuts dans le cinéma et apparaît en tant que danseuse dans le film de Lotte Neumann Die Brigantin von New York . Au cours des cinq années suivantes, Hilde Jennings a principalement des rôles de figuration dans des films muets sans importance. En 1927, elle assume de grandes rôles dans Arme kleine Colombine  et La Tragédie de la rue.
À l'aube de l'ère du cinéma sonore, sa carrière à l'écran est déjà terminée. Hilde Jennings déménage avec son mari, le réalisateur Mikhaïl Dubson (1899-1961), avec qui elle a tourné dans Zwei Brüder  en 1929, en URSS et apparaît dans quatre films en russe, le dernier, Bolchye krylia (Les Grandes ailes), sous la direction de Dubson. Lorsque Mikhaïl Dubson est arrêté à la suite des purges staliniennes de la fin des années 1930, Hilde Jennings mit fin à sa carrière d'actrice. En 1941, elle fut arrêtée comme espionne allemande.

## Filmographie
- 1924 : Die Brigantin von New York
- 1925 : O alte Burschenherrlichkeit
- 1926 : Die Tugendprobe
- 1926 : Die Kleine und ihr Kavalier
- 1926 : Wenn Menschen irren
- 1927 : Die Frauen von Folies Bergère
- 1927 : Arme kleine Colombine
- 1927 : La Tragédie de la rue
- 1927 : Der Sträflingskavalier
- 1927 : Der Geisterzug
- 1927 : Orient-Express
- 1927 : Moral
- 1928 : Die letzte Galavorstellung des Zirkus Wolfson
- 1928 : Die Rothausgasse
- 1928 : Les Aventures d'Anny
- 1928 : Das deutsche Lied
- 1929 : La Vengeance m'appartient
- 1929 : Sünde und Moral
- 1929 : Die weiße Nacht
- 1929 : Affaire au Grand Hôtel
- 1929 : Zwei Brüder
- 1930 : Un soir à Sorrente
- 1934 : Jours printaniers
- 1937 : Grandes ailes